# Карнаухов, Степан Васильевич
Степа́н Васи́льевич Карнау́хов (17 июля 1924, Иркутская область — 30 декабря 2018) — участник Великой Отечественной войны, горняк,  российский литератор.

## Биография
После окончания Черемховского горного техникума в 1942 году был призван в Красную армию. Принимал участие в боях на Западном, Втором Прибалтийском, Первом Белорусском фронтах, во взятии Берлина, штурме рейхстага.
В 1961 году с должности начальника шахты был выдвинут в Иркутский обком КПСС. С 1972 года работал в аппарате ЦК КПСС. С 1989 года на пенсии. Ушёл из жизни 30 декабря 2018 года, похоронен на Троекуровском кладбище в Москве. Помимо своих военных дел писал книги.

## Книги С. В. Карнаухова
- Что происходит рядом?…: Опыт политического романа. — Барнаул: Алтайское книжное издательство, 1990. — 184 с. — ISBN 5-7405-0051-6.
- Время не выбирают. — М.: Воскресенье, 1999. — 320 с. — ISBN 5-88528-221-8.
- Старая площадь. Надежды и разочарования. — М.: Мир дому твоему, 2001. — 320 с. — ISBN 5-87553-031-6.
- Параллели не пересекаются. — М.: Современник-БИС, 2002. — 544 с. — ISBN 5-89556-042-3.
- Вопреки всему. — М.: Современник, 2002. — 320 с. — ISBN 5-89556-044-X.
- Без срока давности. — М.: Дружба народов, 2003. — 592 с. — ISBN 5-285-01909-5.
- Старая площадь — 2. — М.: Патриот, 2006. — 479 с. — ISBN 5-7030-0932-4.
- Долгая, такая короткая жизнь. — М.: Патриот, 2010. — 438 с. — ISBN 5-7030-1019-5.
- Неумолимо время мчится. — М.: Издательство "ФК", 2013. — 240 с. — ISBN 978-5-9746-0158-3

## Награды
Награждён орденом Отечественной войны, двумя орденами Трудового Красного Знамени, орденами Красной Звезды, Дружбы народов, двумя медалями «За отвагу» и более чем 30 другими медалями СССР и Российской Федерации. Лауреат конкурса «России верные сыны».